# Gilbert Thomas Burnett
Aquest autor és citat en taxonomia animal amb el nom «Burnett».
Gilbert Thomas Burnett fou un botànic i zoòleg britànic.

## Biografia
Barnett fou el primer professor de botànica al King's College de Londres des del 1831 fins al 1835. Escrigué diverses obres sobre botànica, incloent-hi Outlines of Botany (1835) i llustrations of Useful Plants employed in the Arts and Medicine (publicada pòstumament i il·lustrada per la seva germana A. M. Burnett), així com articles sobre zoologia, com per exemple Illustrations of the Manupeda or apes and their allies (1828).
Burnett descrigué dues de les tres famílies de bromeliàcies (Tillandsioideae i Bromelioideae), així com diverses espècies d'aquest grup. Fou membre de la Societat Linneana de Londres.

## Reconeixements
El botànic anglès John Lindley anomenà l'orquídia Burnettia en honor de Burnett el 1840.